# ジョージ・ハウ
ジョージ・ハウ（英語: George Howe 1886年 - 1955年）は、アメリカの建築家。ポール・クレ、ルイス・I・カーンら「フィラデルフィア派」と呼ばれたグループの一人。
幼いころからフランスやスイス、アメリカで過ごした後に、建築をハーバード大学、1908年からエコール・デ・ボザールで学ぶ。1913年にアメリカに戻り、1916年ボザール様式を体現した自邸ハイ・ハロウをフィラデルフィアに建設する。
1916年になって、メラー・アンド・ミークス事務所に加わり、エドウィン・ラッチェンスの作風にヒントを得た一連の住宅群を設計した。1928年からはそれまでの歴史様式から、近代建築様式になり。翌年スイス人ウィリアム・レスカズと共同事務所を設立。
1931年、フィラデルフィア貯蓄銀行（PSFS）、同年ニューヨーク近代美術館を発表。
また、イエール大学建築学部長として教育にもあたった。